# Kotor
Kotor (cyr. Котор, wł. Cattaro) – miasto portowe w południowo-zachodniej części Czarnogóry, siedziba gminy Kotor. W 2023 roku liczyło 21 916 mieszkańców.

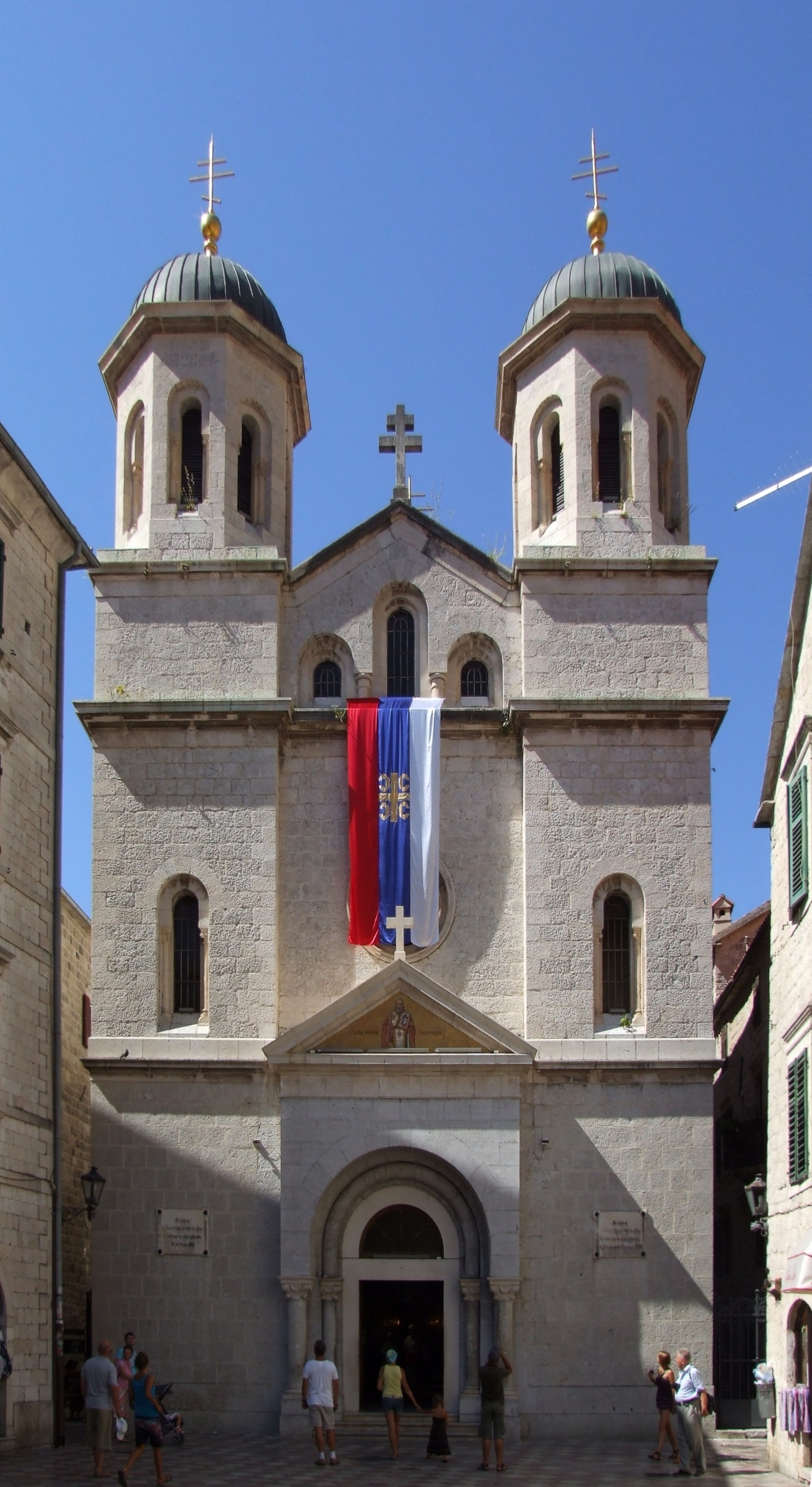
Cerkiew św. Mikołaja w Kotorze z flagą Serbskiego Kościoła Prawosławnego

Położone nad Zatoką Kotorską, na krańcu Zalewu Kotorskiego, na wybrzeżu Adriatyku. Miasto otoczone jest z trzech stron masywami górskimi: Lovćen, Vrmac i Dobrota.
W mieście rozwinął się przemysł maszynowy, chemiczny oraz spożywczy.

## Nazwa
Nazwa miasta wywodzi się od słowa Dekatera (ze starogreckiego słowa Katareo – oznaczającego, gorąco).

## Historia

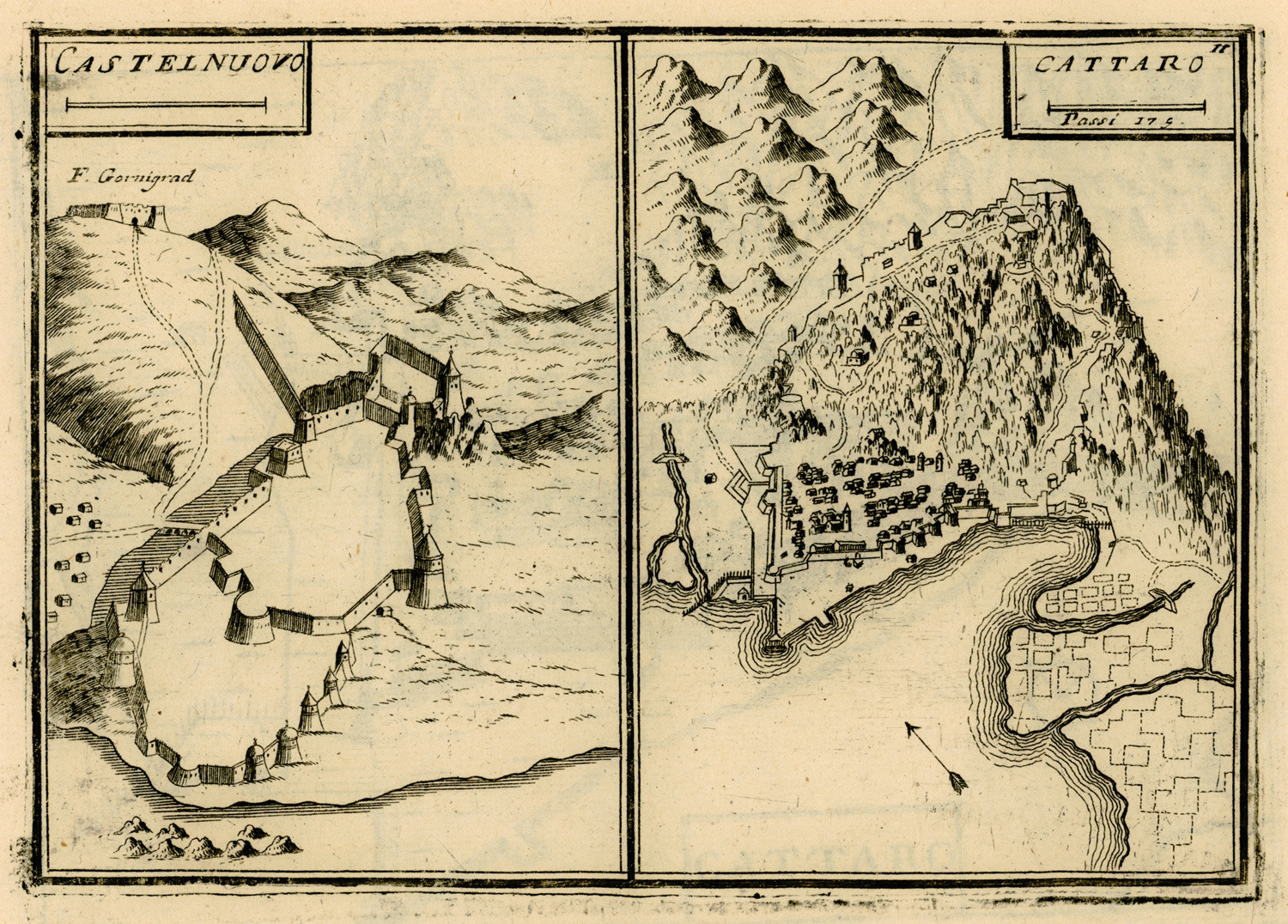
Kotor (po prawej) w atlasie V. Coronelliego, 1688 r. (po lewej – Herceg Novi)

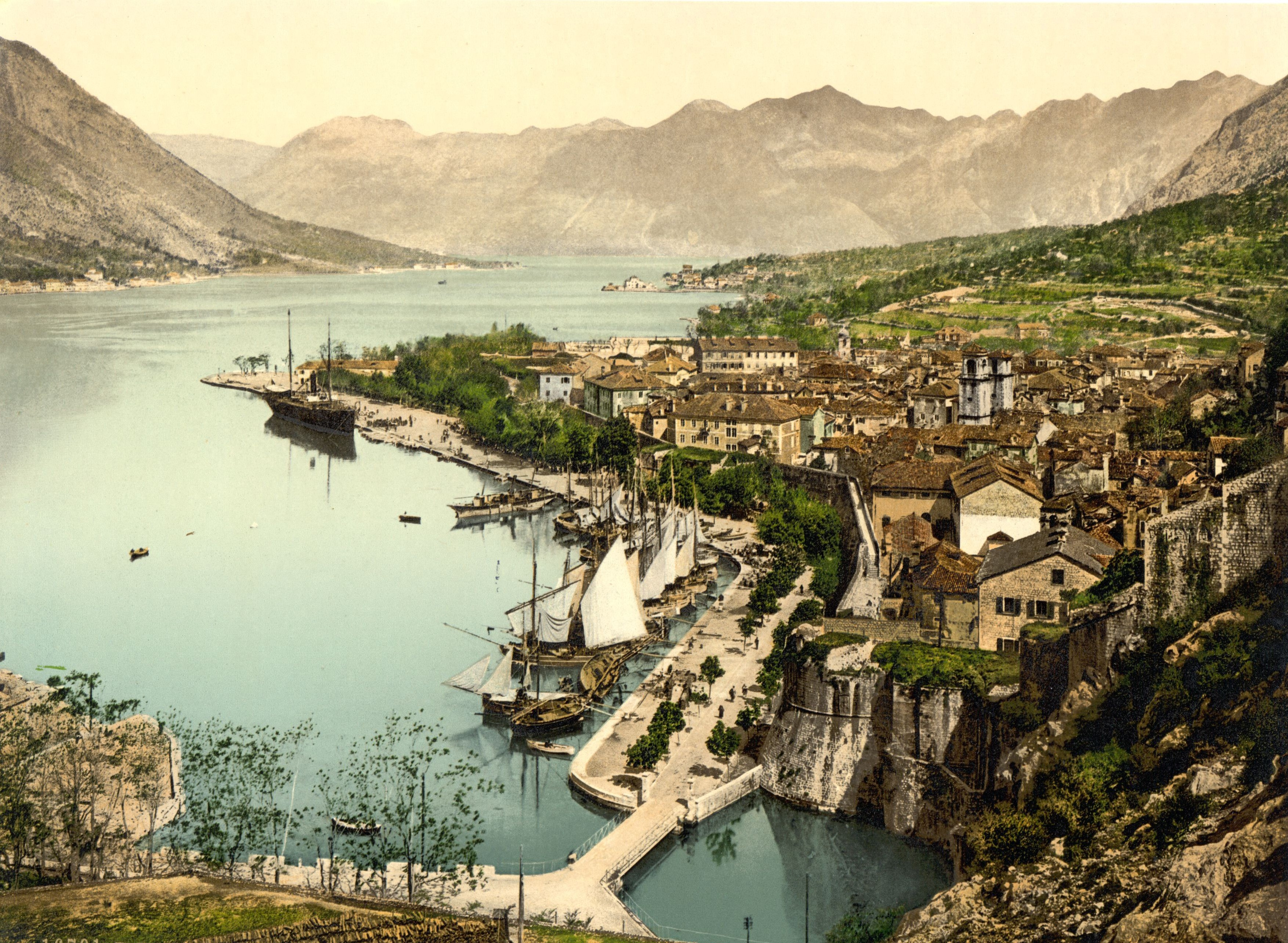
Kotor pomiędzy 1890 a 1900 r.

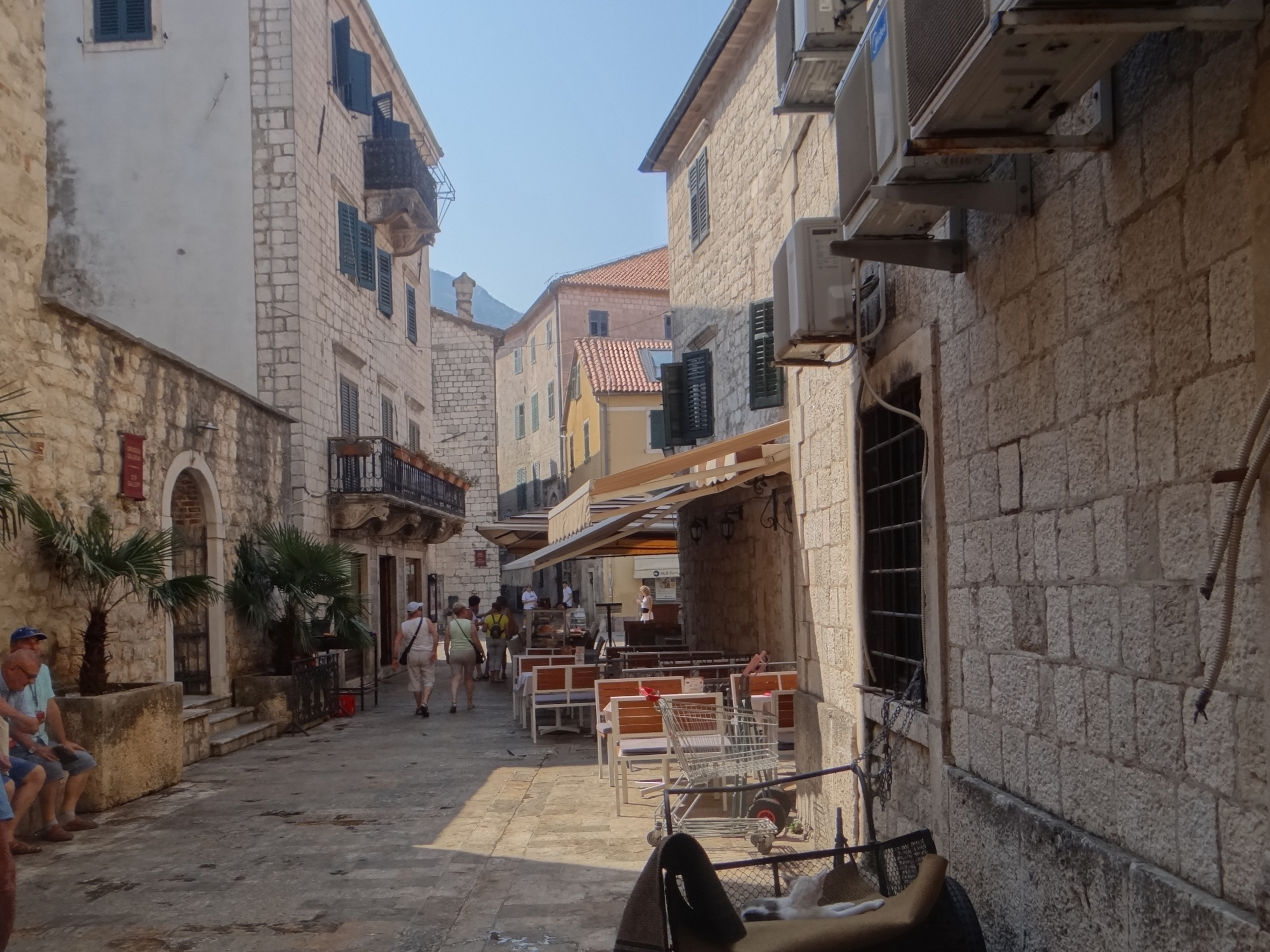
Uliczka w Kotorze

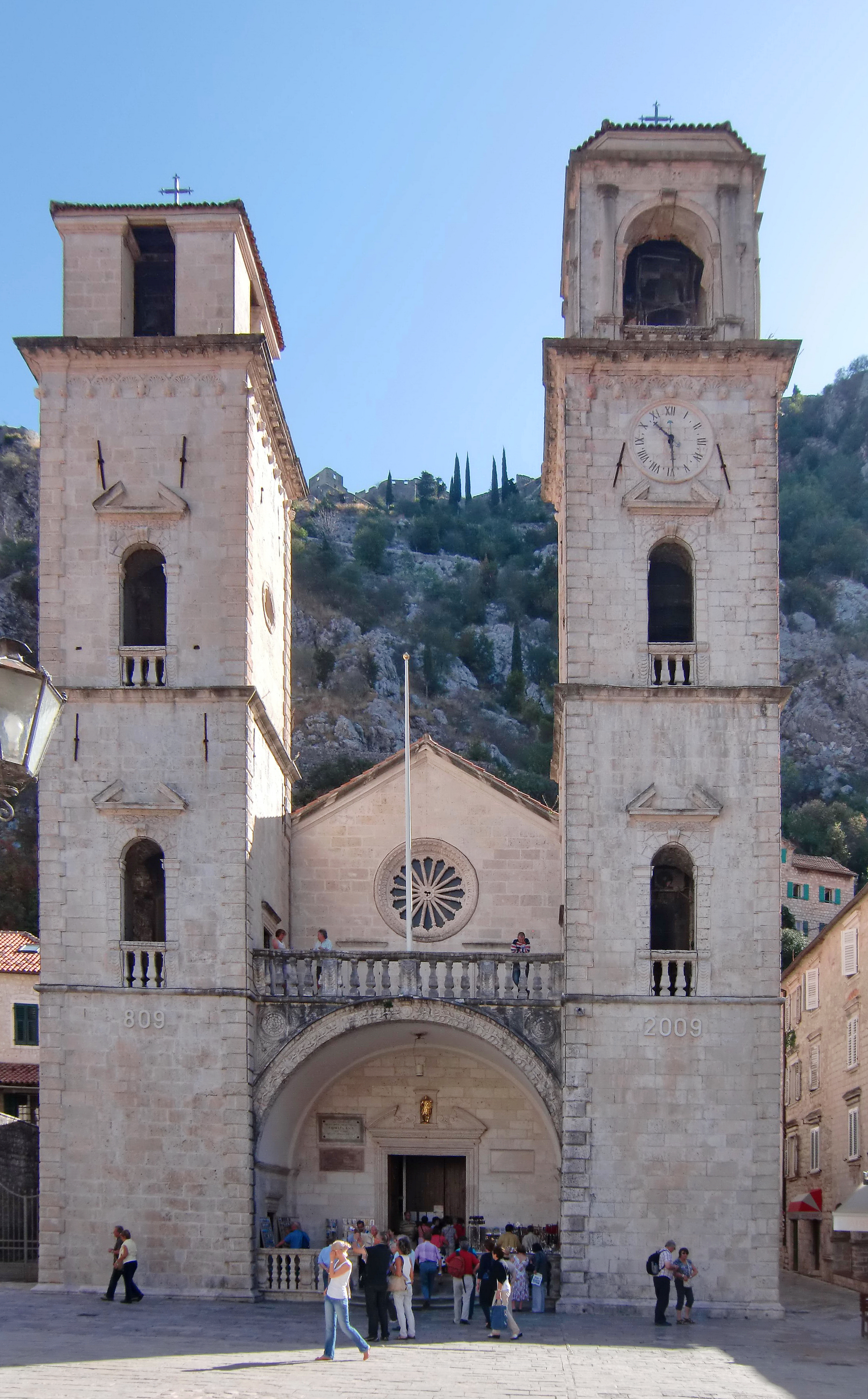
Katedra św. Tryfona

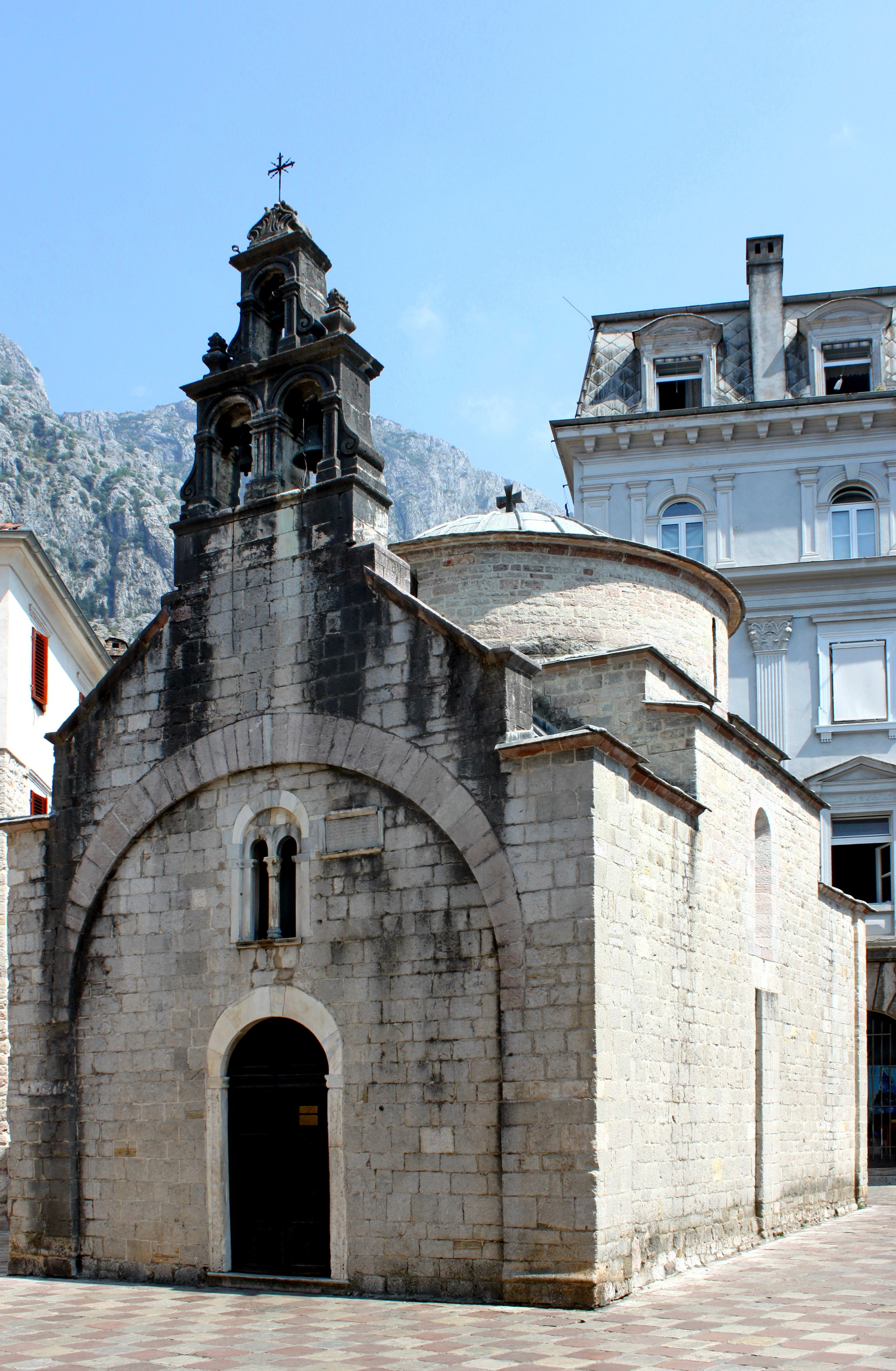
Cerkiew św. Łukasza w Kotorze

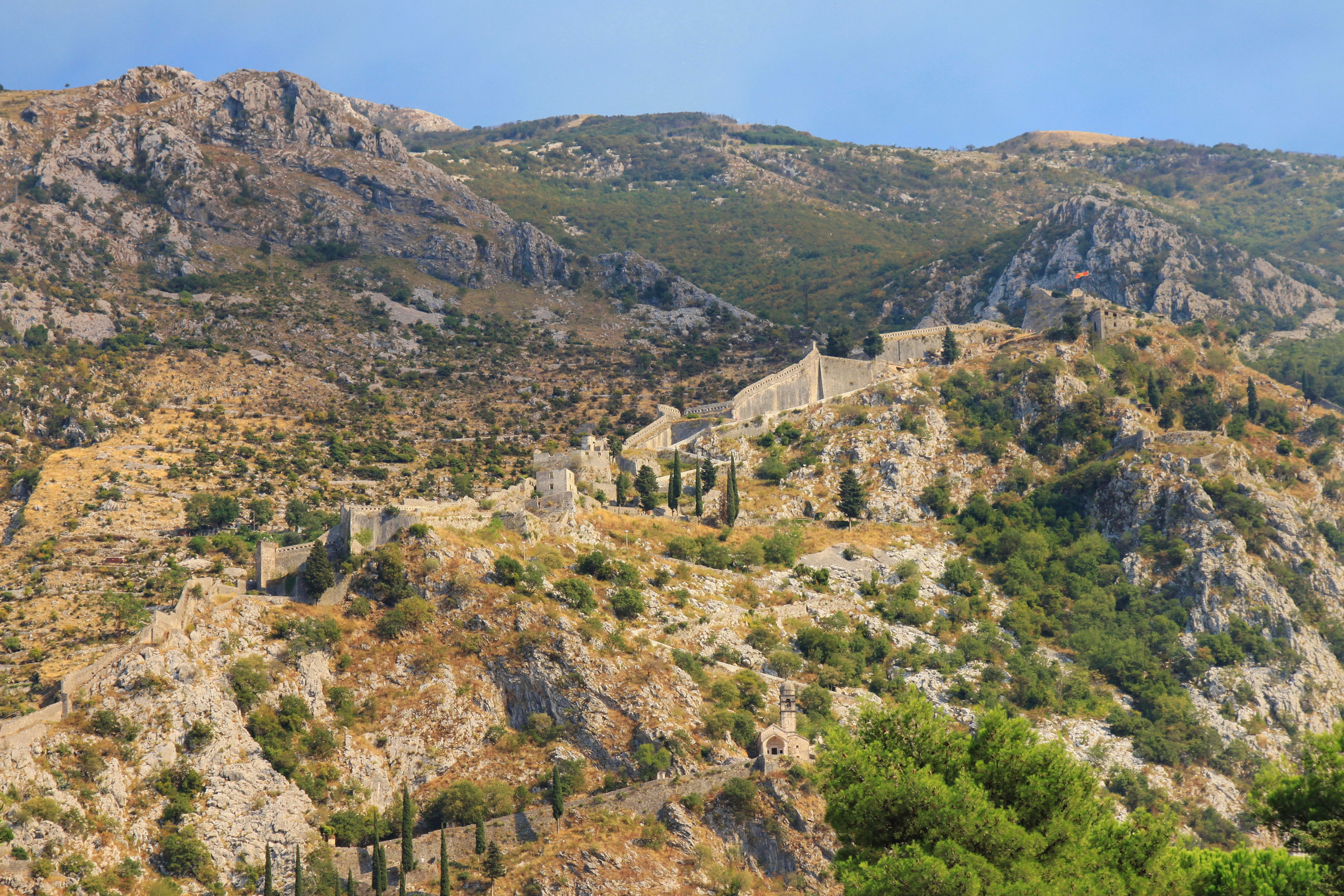
Mury miejskie

Pierwszą osadę mieli tu w III w. p.n.e. Ilirowie, po nich osiedlili się tu Grecy, którzy założyli tu port handlowy o nazwie Acurion. Za czasów rzymskich, od 168 r. p.n.e., miasto nosiło nazwę Acruvium, będąc częścią prowincji Illyricum (w czasach Republiki), a później Dalmatia (w czasach Cesarstwa). Po podziale państwa, miasto wraz z całym regionem stało się częścią Cesarstwa wschodniorzymskiego (Cesarstwa Bizantyńskiego). Zmieniono wówczas łacińską nazwę miasta na grecką Dekaderon. Od czasów cesarza Justyniana Wielkiego miasto stało się jedną z ważniejszych twierdz bizantyńskich w regionie, gdy w 535 r. powyżej miasta wzniesiono fortecę. W 840 r. zostało splądrowane przez Saracenów. Miasto pod panowaniem bizantyńskim pozostawało – z przerwami – aż do początku XII wieku. Było jednym z głównych ośrodków Dalmacji i aż do XI wieku językiem tu używanym był dalmatyński.
W 1002 roku miasto poniosło szkody pod okupacją Pierwszego Carstwa Bułgarskiego, a w następnym roku zostało oddane Serbii przez bułgarskiego cara Samuela. Jednak miejscowa ludność była przeciwna temu i zaczęła współpracować z Republiką Raguzy. W latach 1186–1371 miasto było głównym portem serbskiego państwa Nemaniczów, przeżywając znaczący wzrost ekonomiczny i kulturalny. Wówczas rządząca dynasta Nemaniczów zmienia nazwę miasta na Kotor. Po rządach serbskich miasto, w latach 1371–1384 wpadło pod panowanie węgierskie za czasów króla węgierskiego Ludwika I. Po tym Kotor jest rządzony przez bośniackiego króla Tvrtko I (1384-1391). Przez krótki czas (1391-1420) miasto było samodzielną republiką. Jednak ze względu na niebezpieczeństwo podboju przez Turków Kotor w 1420 r. poddał się pod protektorat Republiki Weneckiej, stając się częścią Albanii Weneckiej. Miasto w tym czasie (zwane wówczas Cattaro), uzyskało typową, zachowaną do dziś, architekturę wenecką. Wybudowano wówczas łańcuch murów obronnych, który prowadził ze wzgórza nad miastem aż do morza, zapewniając miastu ochronę. Kotor, choć był oblegany przez Imperium Osmańskie w 1538 i 1657 roku, dzięki swoim murom obronnym nie został zdobyty. Przetrwał także zarazę w 1572. Został jednak mocno zniszczony przez liczne trzęsienia ziemi (1537, 1563, 1667 i 1729).
Po upadku Republiki Weneckiej i pokoju w Campo Formio w 1797 r. Kotor (wraz z całym regionem) stał się częścią Monarchii Habsburgów. W ciągu następnych kilkunastu lat epoki napoleońskiej miasto zajmowały różne wojska, wpierw francuskie, później rosyjskie, potem ponownie francuskie. Te ostatnie skapitulowały 5 stycznia 1814 r. po ataku dwóch statków (HMS Saracen i HMS Bacchante) brytyjskiej marynarki. Po Kongresie wiedeńskim w 1815 r. Kotor (wraz z całym regionem) stał się częścią Królestwa Dalmacji, będącego krajem koronnym Cesarstwa Austrii. W trakcie I wojny światowej Kotor był jedną z trzech głównych baz austro-węgierskiej marynarki wojennej i portem macierzystym austriackiej Piątej Floty, składającej się z ówczesnych pancerników (tzw. przeddrednotów) i lekkich krążowników. W lutym 1918 r. w Zatoce Kotorskiej wybuchł bunt 5 tys. marynarzy, stłumiony krwawo przez wojska austro-węgierskie. Po zakończeniu I wojny światowej miasto (już oficjalnie pod nazwą Kotor) stało się częścią nowo powstałego Państwa Słoweńców, Chorwatów i Serbów, przekształconego miesiąc później w Królestwo Serbów, Chorwatów i Słoweńców, a od 1929 pod nazwą Królestwo Jugosławii. Podczas włoskiej okupacji, w latach 1941–1943, miasto było stolicą Prowincji Kotorskiej (Provincia di Cattaro), jednej z trzech prowincji w Gubernatorstwie Dalmacji. Po zakończeniu II wojny światowej Kotor wszedł w skład Socjalistycznej Republiki Czarnogóry, będącej częścią składową tzw. drugiej Jugosławii. W latach 1992–2003 wchodził w skład Federalnej Republiki Jugosławii, a później w latach 2003–2006 Serbii i Czarnogóry. Od 3 czerwca 2006 wchodzi w skład niepodległej Czarnogóry.

## Zabytki

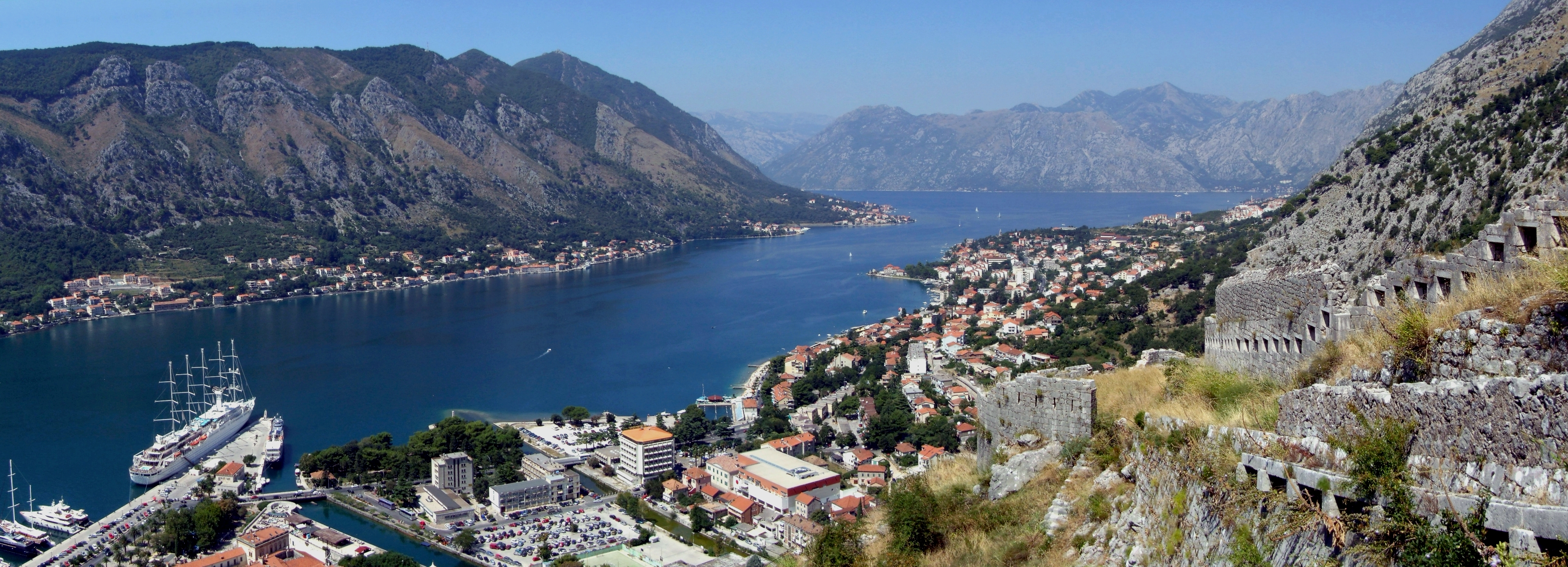
Panorama Kotoru i Zatoki Kotorskiej z murów miejskich

Kotor jest jednym z najlepiej zachowanych średniowiecznych miast w południowo-wschodniej Europie, pełen zabytkowych budowli. Stare Miasto otoczone jest średniowiecznymi murami miejskimi, które łączą się z twierdzą św. Jana (Tvrdjava Sv. Ivan) na Samotnym Wzgórzu na wysokości 260 m n.p.m. Długość murów wynosi 4,5 km, wysokość – 20 m, a szerokość 15 m.

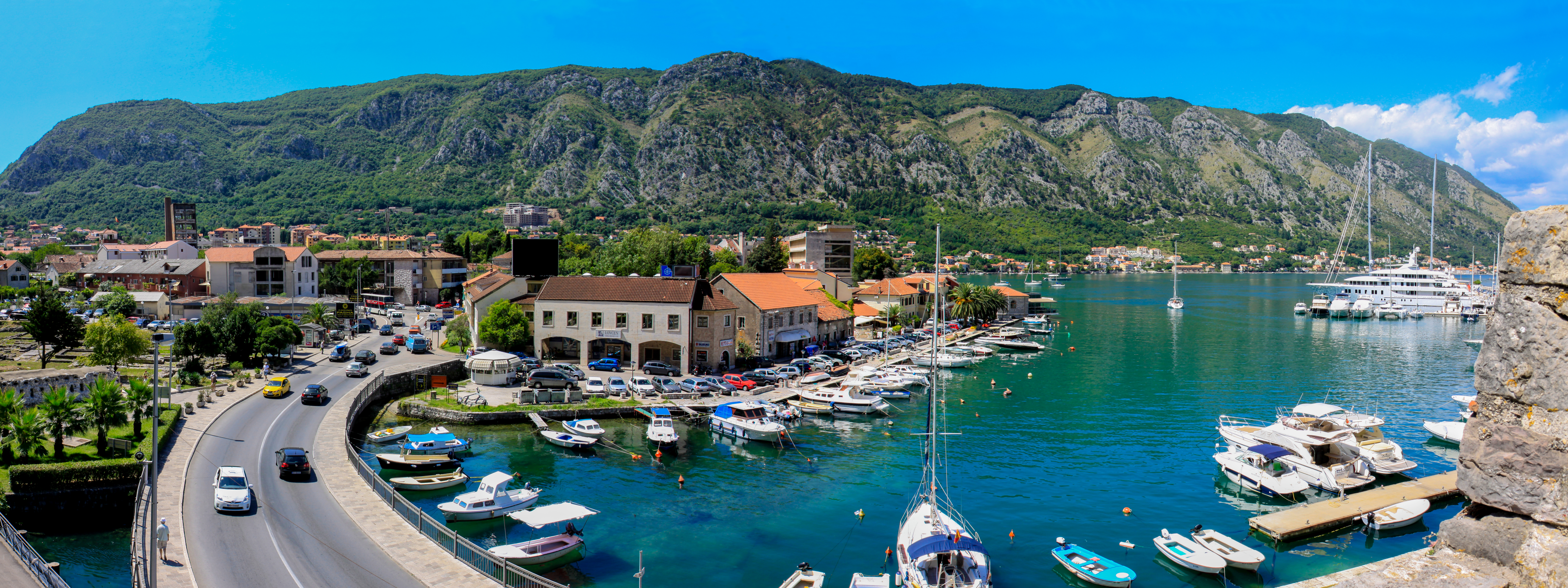
Widok z Bastionu Korner na marinę kotorską

Charakterystyczną średniowieczną urbanistykę stanowią wąskie, kręte uliczki i nieregularne place, prawosławne i katolickie świątynie i budynki w stylach romańskim, gotyckim, renesansowym i barokowym. W kwietniu 1979 r. miasto nawiedziło trzęsienie ziemi, które dokonało zniszczeń wielu starych budowli. Wydarzenie to było jednym z głównych powodów, do uznania oraz ochrony wyjątkowej wartości historycznej Kotoru, i wpisania go w październiku 1979 r. na listę światowego dziedzictwa UNESCO.
W Kotorze można wyróżnić następujące zabytki:
- cerkiew św. Łukasza (Sv. Luke) z XII wieku, zbudowana podczas panowania Nemaniczów
- cerkiew św. Mikołaja (Sv. Nikole) z licznymi cennymi ikonami
- katedra św. Tryfona (Katedrala Sv. Tripuna) patrona miasta, kilkakrotnie przebudowywana w okresie XII-XVII wieku, głównie z powodu powtarzających się trzęsień ziemi. Najważniejszy zabytek romański w mieście.
- kolegiata z XIII w.
- Bazylika Mariacka Przy Rzece z 1221 roku (w zakrystii znajduje się baptysterium z VI w.) sanktuarium bł. Hosanny z Kotoru
- kościół Matki Boskiej Uzdrowienia Chorych na linii murów obronnych z 1518 roku[8]
- romańsko-gotycki kościół Św. Michała (Sv. Mihaila), zbudowany na ruinach benedyktyńskiego klasztoru, z malowidłami z XIV wieku i freskami z XV wieku
- kościół św. Klary (Sv. Klare), z marmurowym ołtarzem
- kościół św. Pawła (Sv. Pavla) z XIII wieku
- kościół św. Józefa (Sv. Josipa) z klasztorem franciszkanów
- kościół św. Anny (Sv. Ane) z przełomu XII i XIII wieku, freski z XV wieku
- zabudowa mieszkalna z XIV/XVII
- wieża zegarowa z XVI wieku
- Pałace:
  - gotycki Pałac Drago (Palata Drago) z XV wieku
  - Pałac Rady Miejskiej (Gradska vijećnica) z 1762 roku
  - Pałac Bizanti z XVII wieku
  - Pałac rodu Grgurina (Palata Grgurin) z 1732 r., mieszczący obecnie Muzeum Morskie Czarnogóry
- Bramy:
  - Brama Morska (Morska Vrata) – główna brama do miasta, umieszczona od strony Zatoki Kotorskiej, swój obecny renesansowy wygląd uzyskała w XV w.
  - Brama Południowa (Južna Vrata) – zwana także (Vrata od Gurdića) – najstarsza brama miejska, powstała już w IX w.
  - Brama Północna (Sjeverna Vrata) – renesansowa, wzniesiona w 1540 r. po udanej obronie miasta przed osmańską flotą dowodzoną przez Hayreddina Barbarossę.